# Opisthotropis kikuzatoi
Opisthotropis kikuzatoi är en ormart som beskrevs av Okada och Takara 1958. Opisthotropis kikuzatoi ingår i släktet Opisthotropis och familjen snokar. Inga underarter finns listade i Catalogue of Life.
Denna orm förekommer endemisk på ön Kume-jima som ingår i Okinawaöarna (Japan). Honor lägger ägg. Individer hittades intill vattendrag i eller nära städsegröna skogar. Födan utgörs av kräftdjur som lever i sötvattnet. Honor lägger antagligen ägg.
Nästan alla skogar på ön omvandlades till odlingsmark. Beståndet hotas även av vattenföroreningar. Dessutom introducerades grodan Lithobates catesbeianus på ön som dödar ormens ungar. IUCN kategoriserar arten globalt som akut hotad.